# 부용역
부용역(Buyong station, 芙蓉驛)은 전북특별자치도 김제시 백구면 월봉리에 있는 호남선의 철도역이며 역명과는 달리 부용리에 위치하지 않는다. 승객 수요 감소로 2008년부터 여객을 취급하지 않는 역이다.

## 역사
- 1912년 10월 1일 : 영업 개시[1]
- 1914년 4월 11일 : 화물 취급 개시[2]
- 1951년 9월 29일 : 역사 소실
- 1958년 5월 10일 : 역사 신축 착공
- 1958년 7월 31일 : 현 역사 준공
- 1983년 2월 1일 : 수소화물 취급 중지[3]
- 1997년 6월 1일 : 배치간이역으로 격하[4]
- 2004년 12월 10일 : 무배치간이역으로 격하[5]
- 2005년 8월 1일 : 역무원 철수
- 2008년 1월 1일 : 여객 취급 중지